# Fannan
Fannan è il terzo album dei Kunsertu pubblicato nel 1990.

## Tracce
1. Fannan – 3:58 (Maurizio "Nello" Mastroeni)
2. Mattanza – 3:01 (Maurizio "Nello" Mastroeni)
3. Ghandura – 3:38 (musica: Maurizio "Nello" Mastroeni)
4. Tirichitolla – 3:37 (musica: Maurizio "Nello" Mastroeni)
5. Giravota – 3:57 (Maurizio "Nello" Mastroeni)
6. Track-as – 3:49 (Maurizio "Nello" Mastroeni)
7. Dumà – 4:05 (Maurizio "Nello" Mastroeni)
8. Ialla – 3:52 (Maurizio "Nello" Mastroeni)
9. Stocca – 3:45 (Maurizio "Nello" Mastroeni)
10. Ghandura (vers.) – 4:09 (musica: Maurizio "Nello" Mastroeni)